# Tour de La Corogne
Le Tour de La Corogne (en galicien : Volta a Coruña) est une course cycliste par étapes qui se déroule dans la province de La Corogne, en Galice. Créée en 2002, elle est disputée par des coureurs amateurs.

## Palmarès
| Année     | Vainqueur                  | Deuxième                | Troisième                 |
| --------- | -------------------------- | ----------------------- | ------------------------- |
| 2002      | José Miguel Elías          |                         |                           |
| 2003      | Sergio Domínguez Rodríguez | Juan Antonio Pastor     | Gerardo García            |
| 2004      | Gerardo García             | Juan Antonio Pastor     | Gustavo Rodríguez         |
| 2005      | Luis Fernández             | Gustavo Rodríguez       | Diego Gallego             |
| 2006      | Luis Amarán                | Carlos Oyarzún          | Eduardo González          |
| 2007      | Alejandro Paleo (es)       | Mikel Nieve             | Carlos Oyarzún            |
| 2008      | Pedro Palou                | Luis Maldonado          | David Gutiérrez Gutiérrez |
| 2009      | José Vicente Toribio       | José Antonio Cerezo     | Enrique Salgueiro         |
| 2010      | Pablo Torres               | Antonio Olmo            | Jon Gárate                |
| 2011      | Kirill Sveshnikov          | José David Martínez     | Raúl García de Mateos     |
| 2012      | Ángel Vallejo              | Jorge Martín Montenegro | David Francisco           |
| 2013      | José Antonio de Segovia    | Alberto Gallego         | Raúl García de Mateos     |
| 2014      | José Antonio de Segovia    | Pedro Merino            | Alberto Gallego           |
| 2015      | Pedro Merino               | Fernando Barceló        | Mikel Iturria             |
| 2016      | Oleksandr Sheydyk          | José Manuel Gutiérrez   | Antonio Angulo            |
| 2017      | Martín Lestido             | Adrián Trujillo         | Aydar Zakarin             |
| 2018      | Sergio Vega                | Óscar Linares           | Jorge Martín Montenegro   |
| 2019      | Raúl García de Mateos      | Jorge Bueno             | Mario Vilches             |
| 2020-2021 | non disputé                | non disputé             | non disputé               |
| 2022      | David Delgado              | Alejandro Luna          | Alberto Álvarez           |